# Caspar Danckwerth
Caspar Danckwerth (* 1605 in Oldenswort; † 25. Januar 1672 in Husum) war Arzt, Historiograph und 1641 Bürgermeister von Husum.

## Familie
Danckwerth war ein Sohn des Hans Danckwerth (1566–1633) und der Anna Dietrichsen († 1647). Sein Vater, Sohn eines Lütjenburger Schuhmachers, stand als Schreiber auf Hoyerswort im Dienst der Staller Caspar und Hermann Hoyer und wurde später Landschreiber in Lunden und zuletzt Bürgermeister in Husum. Von Caspar Danckwerths Brüdern wurde Theodor 1635 Staller von Eiderstedt, und Joachim stand als Beamter in Apenrade und später auf Schloss Gottorf im Dienste des Herzogs von Schleswig-Holstein-Gottorf. Sein Onkel Petrus Danckwerth ging als Pastor der Husumer Marienkirche gegen religiöse Abweichler wie Nicolaus Knutzen Teting und Anna Ovena Hoyer vor.

## Leben
Danckwerth besuchte die Husumer Lateinschule und studierte anschließend in Helmstedt, Jena, Altdorf, Straßburg und Basel, wo er 1633 mit einer Dissertation über die Syphilis im Fach Medizin promoviert wurde.
Anschließend ließ er sich als Arzt in Husum nieder und wurde 1641 Bürgermeister. Im selben Jahr heiratete er Anna Vaget († 1680), die Witwe des Landvogts von Stapelholm. Die beiden Töchter dieser Ehe heirateten Pastoren, Anna Simon Rechel in Husum und Catharina Paul Nicolai in Koldenbüttel.
Einige Jahre später lernte er den Kartographen Johannes Mejer kennen, dem Danckwerth seine Unterstützung bei der Edition seines Kartenwerks und die Verfassung von Erläuterungen zu den Karten von Johannes Mejer anbot. Danckwerth hatte bereits geplant, eine Geschichte der Herzogtümer Holstein und Schleswig. Dank seiner Vorarbeiten wuchsen sich die Erklärungen zu einer umfangreichen, detaillierten Landesbeschreibung Schleswig-Holsteins samt einer langen historischen Einleitung aus. 1652 gaben Mejer und Danckwerth den Atlas Neue Landesbeschreibung der zwei Herzogtümer Schleswig und Holstein heraus. Die Finanzierung übernahmen Danckwerth selbst, sein Bruder Joachim und Mejers Bruder Samuel, der in Kopenhagen eine Apotheke betrieb. Danckwerths Darstellungen führten jedoch zu Kritik bei dem dänischen König, der bemängelte, dass die politischen Streitpunkte, die zwischen ihm und dem Gottorfer Herzog bestanden, zu einseitig aus Gottorfer Sicht beschrieben seien. Auch der abgeteilten Herren der Schleswig-Holstein-Sonderburger Linien fanden ihre Stellung zu schlecht beschrieben. Wegen dieser obrigkeitlichen Kritik an Danckwerths Texten fürchtete Mejer um die Verbreitung seiner Karten. Der Streit wurde auch öffentlich geführt in mehreren Schriften. Schließlich strengte Mejer einen Prozess gegen Danckwerth an, den dieser verlor.
Danckwerth verfasste daneben auch noch andere landesgeschichtliche und theologische Werke, die jedoch zum Teil nur als Manuskripte erhalten und zum Teil ganz verloren sind. Seine Chronic über die denckwürdigste Geschichte der Hertzogthümer Schleswig und Holstein bis zum Aussterben des Hauses Schauenburg wurde wegen antikatholischer Aussagen vom Herzog aufgekauft. 
Seine Grabplatte befindet sich an der Nordmauer der Marienkirche Husum.

## Veröffentlichungen
- Newe Landesbeschreibung der zwey Hertzogthümer Schleswich und Holstein, zusambt vielen dabey gehörigen Newen Landkarten, ... Petersen, Husum 1652 (Digitalisat).
- Chronic über die denckwürdigste Geschichte der Hertzogthümer Schleswig und Holstein ... ab An. 768 usque 1459 inclusive
- Specimen Chronologiae Verae, sacrae inprimis: Per spatia quaedam Temporis insignia breviter & dilucide propositae ... Holwein, Slesvigae 1671 (Digitalisat).